# ريمار مورغان
ريمار مورغان (بالإنجليزية: Raymar Morgan)‏ مواليد 8 أغسطس 1988 في كانتون، هو لاعب كرة سلة أمريكي. بدأ مسيرته الاحترافية في سنة 2010. يلعب مع فريق راتيوفارم أولم. يحمل الرقم 8. يبلغ طوله 6 قدم 8 بوصة (2.0 م). حقق المركز الثاني في كأس العالم للشباب تحت 19سنة لكرة السلة 2007.

## المسيرة الاحترافية
لعب مع نادي كارشياكا لكرة السلة في سنة 2011، ثم لعب مع بي جي غوتنغن في الدوري الألماني في موسم 2014–2015، ثم لعب مع نادي باناثينايكوس لكرة السلة في سنة 2015، ثم لعب مع راتيوفارم أولم في الدوري الألماني في سنة 2015.

## الميداليات
| الميدالية | المسابقة                                    |
| --------- | ------------------------------------------- |
| فضية      | كأس العالم للشباب تحت 19سنة لكرة السلة 2007 |

## روابط خارجية
- ريمار مورغان على موقع الدوري الأوروبي لكرة السلة (الإنجليزية)
- ريمار مورغان على موقع كرة السلة الأوروبية.كوم (الإنجليزية)
- ريمار مورغان على موقع كلية كرة السلة في سبورتس رفرنس.كوم (الإنجليزية)
- ريمار مورغان على موقع ريلجم (الإنجليزية)
- ريمار مورغان على موقع بروبوليرز (الإنجليزية)
- ريمار مورغان على موقع سبورتس رفرنس (الإنجليزية)